# Edouard-Sylvain Cousse
Edouard-Sylvain Cousse, francoski general, * 1878, † 1944.